# Лонніг
Лонніг (нім. Lonnig) — громада в Німеччині, розташована в землі Рейнланд-Пфальц. Входить до складу району Маєн-Кобленц. Складова частина об'єднання громад Майфельд.
Площа — 5,50 км2. Населення становить 1248 ос. (станом на 31 грудня 2020).